# سعيد جعفري
سعيد جعفري (بالإنجليزية: Saeed Jaffrey)‏ (و. 1929 – 2015 م) هو ممثل مسرحي، وممثل أفلام من الراج البريطاني، والهند، والمملكة المتحدة، ولد في بنجاب، بدأ مشواره المهني سنة 1969، توفي في لندن، عن عمر يناهز 86 عاماً، بسبب نزف مخي.

## التعليم
تعلم في الجامعة الكاثوليكية الأمريكية (حتى 1957)، وجامعة عليكرة الإسلامية.

## جوائز
حصل على جوائز منها:
- جائزة بادما شري في الفنون (2016)
- نيشان الامبراطورية البريطانية من رتبة ضابط (1995)
- جوائز فيلم فير لأفضل ممثل مساعد  [لغات أخرى]‏، عن عمل: The Chess Players (film) [الإنجليزية]‏ (1978)
- برنامج فولبرايت.

## وصلات خارجية
- سعيد جعفري على موقع IMDb (الإنجليزية)
- سعيد جعفري على موقع ألو سيني (الفرنسية)
- سعيد جعفري على موقع ميوزك برينز (الإنجليزية)
- سعيد جعفري على موقع أول موفي (الإنجليزية)
- سعيد جعفري على موقع قاعدة بيانات برودواي على الإنترنت (الإنجليزية)
- سعيد جعفري على موقع قاعدة بيانات الأفلام السويدية (السويدية)
- سعيد جعفري على موقع إن إن دي بي (الإنجليزية)
- سعيد جعفري على موقع ديسكوغز (الإنجليزية)
- سعيد جعفري على موقع قاعدة بيانات الفيلم (الإنجليزية)
- سعيد جعفري على موقع كينوبويسك (الروسية)